# Buddy Murphy
Matthew Murphy Adams (ur. 26 września 1988 w Melbourne) – australijski profesjonalny wrestler. Jest byłym posiadaczem NXT Tag Team Championship wraz z Wesleyem Blakiem.

## Kariera profesjonalnego wrestlera

### Wczesna kariera
Adams stoczył swoją pierwszą walkę w promocji Professional Championship Wrestling w 2007, gdzie 8 września występując jako Matt Silva wraz z Jacko Lanternem pokonał Adama Brooksa i Diaza. Swój pierwszy tytuł, PCW State Championship, zdobył 3 grudnia 2010 wygrywając z Dannym Psycho. 28 stycznia 2012 zdobył MCW Heavyweight Championship pokonując Slexa.

### WWE

#### NXT (od 2013)
17 marca 2013 federacja WWE podpisała kontrakt rozwojowy z Adamsem, który został przydzielony do rozwojowego brandu NXT. 23 listopada podczas gali typu house show zadebiutował jako Buddy Murphy, gdzie on, Sawyer Fulton i Troy McClair pokonali Angela Dawkinsa, Colina Cassady’ego i Wesleya Blake’a. W telewizji zadebiutował 15 maja 2014 podczas odcinka tygodniówki NXT; on i Elias Sampson przegrali z drużyną The Ascension.
W sierpniu 2014 Murphy uformował drużynę z Wesleyem Blakiem, wspólnie zaczęli występować jako Blake i Murphy. 14 sierpnia zostali wyeliminowani w pierwszej rundzie turnieju o miano pretendentów do NXT Tag Team Championship przez Kalisto i Sin Carę. Przez resztę 2014 przegrywali większość walk z The Lucha Dragons (Kalistem i Sin Carą) i The Vaudevillains (Aidenem Englishem i Simonem Gotchem). W październiku zaczęli nazywać się „Team Thick”, jednak niedługo później zrezygnowano z tej nazwy. W październiku wzięli udział w Battle Royalu mającym wyłonić pretendentów do tytułów mistrzowskich tag-team, jednak zostali wyeliminowani z walki przez The Ascension.
21 stycznia 2015 odnotowali pierwszą wygraną – pokonali The Vaudevillains. Tydzień później pokonali The Lucha Dragons i stali się nowymi posiadaczami NXT Tag Team Championship; dzięki zwycięstwu Murphy stał się pierwszym australijczykiem zdobywającym tytuł w WWE. W lutym pseudonimy ringowe członków tag-teamu skrócono do samych ich nazwisk. Podczas gali NXT TakeOver: Rival pokonali Lucha Dragons w walce rewanżowej, po czym rozpoczęli rywalizację z Enzo Amorem i Colinem Cassadym. 13 maja na NXT, podczas ich walki z Amorem i Cassadym pojawiła się Alexa Bliss, która zaatakowała menedżerkę drugiej drużyny Carmellę, tym samym przyłączając się do posiadaczy tytułów mistrzowskich. Podczas gali NXT TakeOver: Unstoppable ponownie pomogła Blake’owi i Murphy’emu obronić tytuły w walce z Amorem i Cassadym. Duo utraciło tytuły na rzecz The Vaudevillains podczas gali NXT TakeOver: Brooklyn. 18 maja 2016 podczas nagrań tygodniówek NXT, Alexa i Blake opuścili Murphy’ego po jego przegranych z Shinsuke Nakamurą i Austinem Ariesem.
Murphy powrócił do solowych występów 1 czerwca, gdzie przegrał z Tye’em Dillingerem. Próbował zreformować drużynę z Blakiem, lecz nieporozumienie spowodowało ich porażkę z TM61. 6 lipca przegrali z The Hype Bros (Mojo Rawleyem i Zackiem Ryderem). Po przeniesieniu Alexy Bliss do głównego rosteru, Murphy zaczął sporadycznie występować w telewizji głównie w roli jobbera. 8 grudnia wraz z Tye’em Dillingerem pokonał Bobby’ego Roode’a i Eliasa Samsona podczas tygodniówki NXT produkowanej z jego rodzinnego miasta Melbourne. 12 kwietnia 2017 przegrał z Shinsuke Nakamurą, który odbył swoją ostatnią walkę w NXT przed przeniesieniem do głównego rosteru. W listopadzie podczas gal house show uformował grupę z Donovanem Dijakiem, Fabianem Aichnerem i Marcelem Barthelem.

## Inne media
Postać Murphy’ego po raz pierwszy przedstawiono w grze WWE 2K16 jako postać możliwa do pobrania. Prócz tego wystąpił również w grach WWE SuperCard i WWE 2K17.

## Życie prywatne
W przeszłości Adams praktykował skoki na bungee, wspinaczki skałkowe i pływanie z wielorybami.
Adams jest zaręczony z wrestlerką WWE Rheą Ripley od sierpnia 2023.

## Styl walki
- Finishery
  - Jako Buddy Murphy/Murphy
    - Murphy's Law (Running brainbuster)[4]

  - Jako Matt Silva
    - Lights Out (Electric chair z wykonaniem german suplexa)[27]
    - Silva Breaker (Running brainbuster)[27]
- Inne ruchy
  - Jako Matt Silva
    - Silva Shock (Pumphandle neckbreaker)[28]
    - Silva Star Press (Stojący lub z rozbiegu shooting star press)[28]
    - Silva Bullet (Missile dropkick)[28]

  - Jako Buddy Murphy/Murphy
    - Belly-to-back suplex w krawędź ringu
    - Calf kick
    - Diving double knee drop w głowę stojącego przeciwnika
    - Dropkick
    - Pumphandle neckbreaker
    - Running swinging neckbreaker
    - German suplex
    - Scoop powerslam
    - Slingshot somersault senton
    - Superkick
    - Suicide somersault plancha
- Z Wesleyem Blakiem/Blakiem
  - Drużynowe finishery
    - Running brainbuster (Murphy) i frog splash (Blake)[29][30][31]
- Menedżerowie
  - Alexa Bliss[32]
- Przydomki
  - „The Juggernaut” (jako Matt Silva)[33]
  - „NXT's Best Kept Secret”
- Motywy muzyczne
  - „Robot Rock” ~ Daft Punk[28] (federacje niezależne)
  - „Action Packed” ~ Kosinus (NXT; 1 grudnia 2014 – 20 maja 2015; używany podczas współpracy z Blakiem)
  - „A Bass Renaissance” ~ Dave Hewson & Josh Powell
  - „Opposite Ends of the World” ~ CFO$ (NXT; 20 maja 2015 – 24 lutego 2017)
  - „Stay Now” ~ All Good Things (NXT; od 24 lutego 2017)

## Mistrzostwa i osiągnięcia
- WWE
  - WWE Cruiserweight Championship (1 raz)
- Melbourne City Wrestling
  - MCW Heavyweight Championship (1 raz)[34]
- Professional Championship Wrestling
  - PCW State Championship (1 raz)[27][35]
- Pro Wrestling Illustrated
  - PWI umieściło go w top 500 wrestlerów rankingu PWI 500: 116. miejsce w 2015[36]; 227. miejsce w 2016[37]; 335. miejsce w 2017[38]
- NXT
  - NXT Tag Team Championship (1 raz) – z Blakiem[39]